# ピカピカ星空キャンプ
『ピカピカ星空キャンプ』（ピカピカほしぞらキャンプ）とは、2002年に『劇場版ポケットモンスター 水の都の護神 ラティアスとラティオス』と共に同時上映された短編映画。大人でも子供でも楽しめるドタバタギャグアニメーションである。

## 概要
『ピチューとピカチュウ』に登場したピチュー兄弟が再登場した他、『ルビー・サファイア』に登場するソーナノ、ヨマワル、バルビートが本作で初登場する。

## あらすじ
ピチュー兄弟がある日、汽車に乗って町に帰ろうとしたとき、エアームドが飛び立った衝撃で回転した給水灯にぶつかり、宙へ高く放り投げられ、なぜか「ほがらかポケモン」ソーナノと同時にピカチュウたちがいたところへ落ちる。
自分たちが汽車に乗らなければならないことを伝えると、ソーナノが駅のところまで案内してくれる事になる。

## キャスト
- ピカチュウ、サニーゴ - 大谷育江
- トゲピー、ピチュー（弟） - こおろぎさとみ
- ヒノアラシ、ソーナンス - うえだゆうじ
- ワニノコ - 西村ちなみ
- コダック - 愛河里花子
- ゴマゾウ - 林原めぐみ
- ピチュー（兄） - 冬馬由美
- ソーナノ - 桃井はるこ
- ヨマワル - 飛田展男
- バルビート - 山口勝平
- ウソッキー - 藤原啓治
- エアームド - 小西克幸
- ニャース - 犬山イヌコ
- ナレーション - 優香

## スタッフ
- 原案 - 田尻智
- アニメーション監修 - 小田部羊一
- エグゼクティブプロデューサー - 久保雅一、川口孝司
- プロデューサー - 吉川兆二、松追由香子、盛武源
- アニメーションプロデューサー - 奥野敏聡、神田修吉
- アシスタントプロデューサー - 福田剛士
- キャラクター原案 - 杉森建、藤原基史、森本茂樹、吉田宏信、太田敏、岩下明日香、にしだあつこ、斎藤むねお、吉川玲奈
- キャラクター設定 - 増田順一、松島賢二、西野弘二
- キャラクターデザイン - 松原徳弘、一石小百合、西中康弘
- 総作画監督 - 一石小百合
- 作画監督 - 高橋英吉
- 美術監督 - 小林七郎
- 色彩設計 - 吉野記通
- 撮影監督 - 白井久男
- CGI監督 - 鹿住朗生
- 音楽 - 梅堀淳
- 音楽プロデューサー - たなかひろかず
- 音響監督 - 三間雅文
- 音響プロデューサー - 南沢道義、西名武
- 制作 - 小学館プロダクション
- アニメーション制作 - OLM
- 監督 - 湯山邦彦
- 製作 - 亀井修、鶴宏明、富山幹太郎、芳原世幸、宮川鑛一、福田年秀、八木正男、ピカチュウプロジェクト2002

## 主題歌
オープニングテーマ「あの丘を目指して」
作詞 - ピカピカプロジェクト、作曲・編曲 - たなかひろかず、歌 - ボケモン5（雨上がり決死隊・山田花子・DonDokoDon）
メンバーの山田花子は次作のナレーションを務める。
エンディングテーマ「ポケッターリモンスターリ」
作詞 - 戸田昭吾、作曲・編曲 - たなかひろかず、振付 - 蔦美代子、歌 - 可名